# Ranunculus koelzii
Ranunculus koelzii är en ranunkelväxtart som beskrevs av K. H. Rechinger. Ranunculus koelzii ingår i släktet ranunkler, och familjen ranunkelväxter. Inga underarter finns listade i Catalogue of Life.